# Sindillar

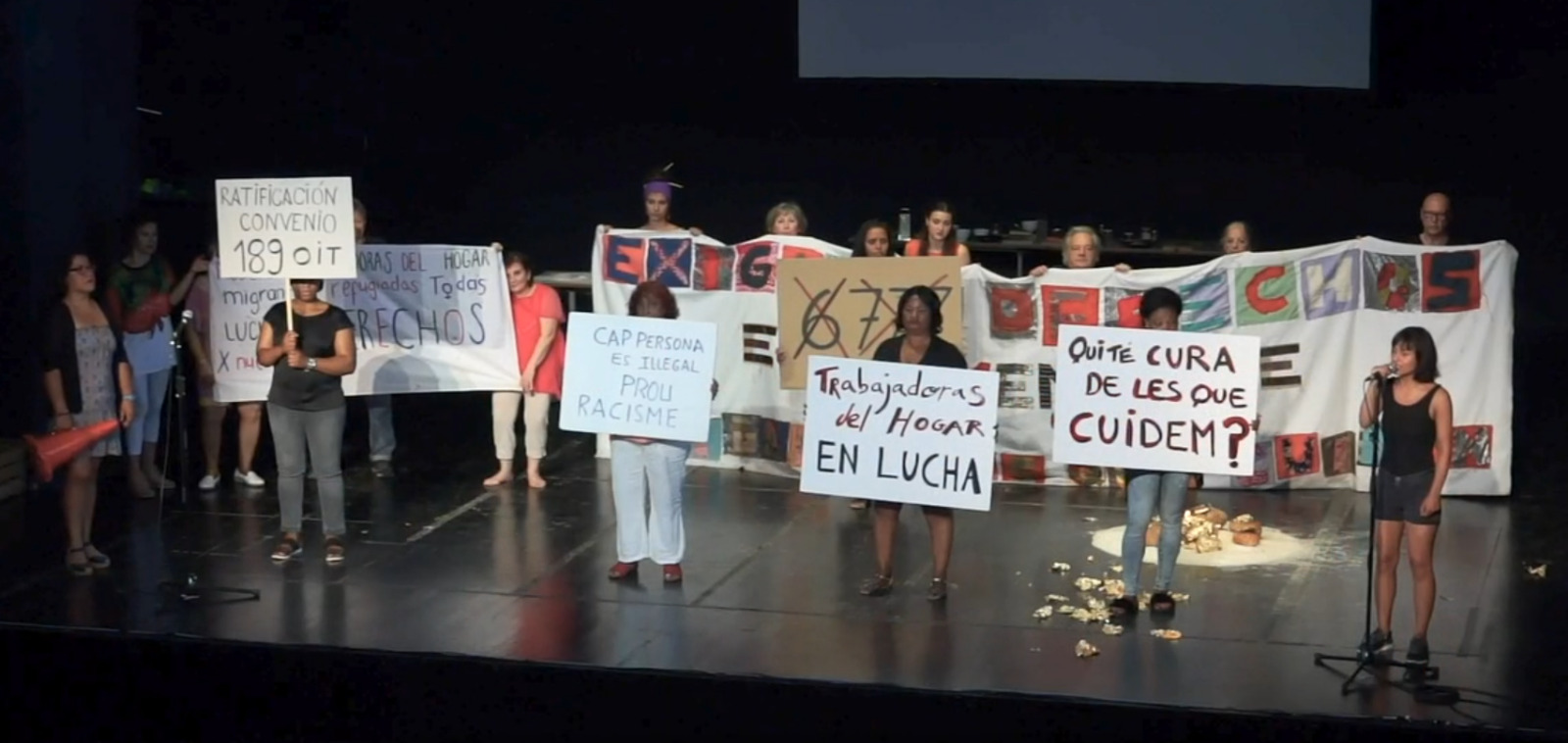
Espectáculo REBOMBORIS 2018

Sindillar/Sindihogar es el primer sindicato independiente de mujeres trabajadoras del hogar y de los cuidados del estado español. Nace a finales del 2011 con representación de mujeres de varios países: Ecuador, Chile, Colombia, México, Paraguay, Uruguay, Cuba, Bolivia, Paquistán, India, Senegal, Marruecos, Nepal, Nigeria, Panamá, Costa Rica, Honduras, Brasil, Argentina, Cataluña y Rusia. Se constituye como una organización de base sindical para apoyar al colectivo de las trabajadoras del hogar. Se encuentra en construcción y está conducido por mujeres emprendedoras, madres de familia, personas con y sin papeles y de una diversidad de países. 
Sindillar ha recibido diferentes reconocimientos, entre ellos, el premio Ciudad de Barcelona de Educación 2018 y una mención especial del Premio Micaela Chalmeta 2019. Tiene un proyecto común junto con el espacio Francesca Bonnemaison, Madremanya, cuyo objetivo es visibilizar las reivindicaciones de las trabajadoras del hogar y de los cuidados.